# École d'artillerie de Besançon
L'école d’artillerie de Besançon est une ancienne école spécialisée pour la formation de soldats artilleurs.

## Histoire
Avant 1720, l’Artillerie royale française comprenait le Corps de l’Artillerie, composé de 270 officiers sans troupe, y compris le Grand Maitre de l’Artillerie royale tous répartis entre l’administration centrale, neuf départements administratifs et 25 provinces. Les Troupes de l’Artillerie avec deux régiments, le Royal Artillerie et le Royal Bombardiers où 5 000 hommes servaient les canons, les bombardes et les mortiers du Roi.
Toutes les troupes d’artillerie (canonniers, bombardiers, mineurs, ouvriers) sont réunies dans un régiment unique le 5 février 1720, la Royal Artillerie, dont le roi est le colonel. Le régiment comprend alors cinq bataillons à huit compagnies portant chacun le nom de la ville où il prend garnison : 
- Bataillon de la Fère,
- Bataillon de Metz,
- Bataillon de Strasbourg,
- Bataillon de Grenoble,
- Bataillon de Besançon.

En 1757, un sixième bataillon est créé dans la ville bourguignonne d'Auxonne. À chaque bataillon est annexée une école d’artillerie pour la formation des officiers du bataillon puis pour celle de toutes les catégories de personnel. Au cours du temps, les écoles prendront plusieurs noms, notamment école de parc d’artillerie, de dépôt d’artillerie ou encore de centre d’instruction d’artillerie.

## Localisation
L'entrée de l'école d'artillerie, située au 4 rue Mégevand, est attenante à la fontaine des Clarisses classée aux Monuments historiques